# فرودگاه بین‌المللی داوگافپیلس
فرودگاه بین‌المللی داوگافپیلس (به انگلیسی: Daugavpils International Airport) (به زبان بومی: Daugavpils Starptautiskā Lidosta) یک فرودگاه همگانی با کد یاتا DGP است که یک باند فرود بتن دارد و طول باند آن ۲۵۰۰ متر است. این فرودگاه در کشور لتونی قرار دارد و در ارتفاع ۴۰۰ متری از سطح دریا واقع شده‌است.